# Batalha de Brocômago
A Batalha de Brocômago (em latim: Brocomagus) foi uma das muitas travadas durante a campanha do césar Juliano contra as tribos germânicas da Gália. Depois da Batalha de Reims, as forças imperiais perseguiram diversos grupos de guerreiros germânicos por toda a região. Nos arredores de Brocômago (Brumath, na França), um deles enfrentou as forças de Juliano e foi derrotado. Embora as baixas não tenham sido significativas, a derrota foi suficiente para interromper o ímpeto dos demais grupos na região, restaurando parcialmente a ordem.